# Pixel aspect ratio

Pixel aspect ratio 1:1

Pixel aspect ratio 2:1

Pixel aspect ratio (thường gọi tắt là PAR) là một tỷ lệ toán học mô tả chiều rộng của một điểm ảnh trong một hình ảnh kỹ thuật số so với chiều cao của điểm ảnh đó. Hầu hết các hệ thống hình ảnh kỹ thuật số mô tả một hình ảnh như một mạng lưới các điểm ảnh rất nhỏ và hình vuông. Tuy nhiên, một số hệ thống hình ảnh, đặc biệt là các hệ thống hình ảnh gồm nhiều ảnh liên tiếp nhau tạo thành các ảnh chuyển động xác định một hình ảnh như một mạng lưới các điểm ảnh hình chữ nhật trong đó chiều rộng của điểm ảnh hơi khác so với chiều cao của nó, Pixel Aspect Ratio mô tả sự khác biệt này. Thuật ngữ Aspect Ratio chủ yếu liên quan đến các hình ảnh trong truyền hình và một số trường hợp đặc biệt khác.